# Elatostema kinabaluense
Elatostema kinabaluense là loài thực vật có hoa trong họ Tầm ma. Loài này được Gibbs mô tả khoa học đầu tiên năm 1914.